# 완탕 가게 수호신
《완탕 가게 수호신》(중국어: 小门神)은 2015년 공개된 중국의 애니메이션 영화이다.